# Hakea candolleana
Hakea candolleana (лат.) — кустарник, вид рода Хакея (Hakea) семейства Протейные (Proteaceae), произрастающий в районах Уитбелт и Средне-Западный (Западная Австралия). Цветёт с июня по август. Культивируется в садах.

## Ботаническое описание
Hakea candolleana — низкорослый разветвлённый многоствольный кустарник с лигнотубером. Обычно растёт до высоты от 0,15 до 1,6 м, как правило, ширина растения больше, чем его высота. Мелкие ветви густо покрыты короткими спутанными волосками или сплюснутыми тонкими шелковистыми волосками белого или ржавого цвета. Изредка ветки становятся гладкими и голубовато-зелёными с порошкообразной плёнкой. Соцветие состоит из 6—8 очень маленьких белых или кремовых цветков с розовым или зеленоватым оттенком на стебле длиной 2—3 мм. Цветоножка длиной 1,5–4 мм, белая или кремово-жёлтая, покрыта длинными пушистыми мягкими спутанными волосками или уплощёнными шелковистыми волосками, простирающимися на нижнюю часть цветка. Кремово-белый околоцветник имеет длину 2—2,6 мм. Слабо душистые цветы появляются в пазухах листьев с июня по август. Листья плоские и линейные, иногда игольчатые, оканчивающиеся жёсткой тупой вершиной. Размер листьев сильно варьирует: от 2,5 до 13 см в длину и от 1 до 4 мм в ширину. Молодые листья покрыты мягкими спутанными волосками, которые с возрастом становятся гладкими. Крупные S-образные плоды имеют гладкую поверхность длиной 18—42 мм и шириной 12—25 мм, со временем  поверхность плода становится шероховатой. Плод заканчивается клювом.

## Таксономия
Вид Hakea candolleana, или хакея Декандоля, был описан швейцарским ботаником Карлом Мейсснером в 1848 году. Вид назван в честь швейцарского ботаника Огюстена Пирама Декандоля.

## Распространение и местообитание
H. candolleana встречается от северных песчаных равнин на реке Мерчисон до Перта и города Таммин. Растёт на пустошах и в кустарниковых зарослях на песке, суглинках и глине, требует открытых солнечных участков. Часто встречается в низменных сезонно-влажных местах.

## Охранный статус
Охранное состояние H. candolleana классифицируется как «не угрожаемое» правительством Западной Австралии.